# Blizzard North
Blizzard North est un studio de développement de jeux vidéo basé à San Mateo en Californie et fondé en 1993 sous le nom de Condor Software par Max Schaefer, Erich Schaefer et David Brevik. 

## Historique
Développant à l'origine des titres pour consoles comme Planet Soccer ou Justice League Task Force, le studio se fait connaître en développant en association avec Blizzard Entertainment un jeu d’action et de rôle appelé Diablo . Cette collaboration se révélant fructueuse,  Blizzard Entertainment persuade en 1996 sa maison mère, Davidson and Associates, de racheter Condor Software qui est alors renommé Blizzard North,. Le studio développe ensuite Diablo II puis son extension Diablo II : Lord of Destruction qui sortent respectivement en 2000 et 2001 et qui connaissent un important succès critique et commercial.
En 2003, plusieurs membres clés de l’équipe de développement, dont Max Schaefer, Erich Schaefer et David Brevik, quittent Blizzard North entraînant en août 2005 la fermeture du studio. Deux jeux étaient alors en développement dont Diablo III, seul ce dernier étant repris par l’équipe de Blizzard Entertainment.

## Jeux développés
- NFL Quarterback Club '95 (1994)
- Planet Soccer
- Justice League Task Force (1995)
- NFL Quarterback Club '96 (1995)
- Diablo  (1996)
- Diablo II  (2000)
- Diablo II : Lord of Destruction (2001)

### Source
- (en) Cet article est partiellement ou en totalité issu de l’article de Wikipédia en anglais intitulé « Blizzard North » (voir la liste des auteurs).